# Pawłowo-Poręba
Pawłowo-Poręba – wieś w Polsce, w województwie mazowieckim, w powiecie przasnyskim, w gminie Czernice Borowe.
Wieś wchodzi w skład sołectwa Pawłowo Kościelne.
Do 31 grudnia 2023 miejscowość była częścią wsi Pawłowo Kościelne.